# Kanonierki torpedowe typu Almirante Lynch
Kanonierki torpedowe typu Almirante Lynch – chilijskie kanonierki torpedowe z przełomu XIX i XX wieku. W latach 1889–1890 w stoczni Cammell Laird w Birkenhead zbudowano dwa okręty tego typu. Jednostki weszły w skład Armada de Chile w 1890 roku. Oba okręty skreślono z listy floty w 1919 roku.

## Projekt i budowa
Kanonierki torpedowe typu Almirante Lynch zostały zamówione przez rząd Chile w Wielkiej Brytanii . Okręty miały stalowy kadłub, taranowy dziób, podniesioną część dziobową i rufową, dwa maszty i dwa kominy .
Obie kanonierki torpedowe zostały zbudowane w brytyjskiej stoczni Cammell Laird w Birkenhead. Stępki okrętów położono w 1889 roku, a zwodowane zostały w 1890 roku .
| Okręt               | Stocznia      | Początek budowy | Wodowanie | Wejście do służby |
| ------------------- | ------------- | --------------- | --------- | ----------------- |
| „Almirante Lynch”   | Cammell Laird | 1889            | 1890      | 1890              |
| „Almirante Condell” | Cammell Laird | 1889            | 1890      | 1890              |

## Dane taktyczno-techniczne
Okręty typu Almirante Lynch były kanonierkami torpedowymi o długości między pionami 70,1 metra, szerokości 8,38 metra i zanurzeniu 2,53 metra . Wyporność normalna wynosiła 713 ton . Siłownię okrętów stanowiły dwie maszyny parowe potrójnego rozprężania o łącznej mocy 4275-4532 KM, do których parę dostarczały cztery kotły lokomotywowe . Prędkość maksymalna napędzanych dwiema śrubami okrętów wynosiła 20,3-20,6 węzła. Okręty zabierały zapas od 100 do 150 ton węgla.
Na uzbrojenie artyleryjskie okrętów składały się trzy pojedyncze działa kalibru 76 mm Armstrong L/40 (3 cale) i cztery pojedyncze 3-funtowe działa kal. 47 mm Hotchkiss M1885 L/40 . Broń torpedową stanowiło pięć pojedynczych wyrzutni kal. 356 mm: jedna stała na dziobie i cztery obracalne na pokładzie .
Kanonierki miały stalowy pancerz pokładowy oraz opancerzoną wieżę dowodzenia, o grubości 1 cala (25,4 mm) .
Załoga pojedynczego okrętu składała się z 87 oficerów, podoficerów i marynarzy .

## Służba
Oba okręty zostały przyjęte w skład Armada de Chile w 1890 roku . W 1900 roku jednostki poddano modernizacji, podczas której wymieniono kotły lokomotywowe na kotły wodnorurkowe typu Belleville, a także zdemontowano w całości uzbrojenie artyleryjskie, instalując w zamian sześć pojedynczych dział 6-funtowych kal. 57 mm Vickers L/50 . W 1910 roku zmieniono nazwy okrętów: „Almirante Lynch” na „Tomé”, zaś „Almirante Condell” na „Alcahuano” . Obie jednostki wycofano ze służby w 1919 roku i następnie złomowano .